# لين ستيفان
لين ستيفان (بالإنجليزية: Len Stephan)‏ هو سياسي أسترالي، ولد في 25 يوليو 1935 ببريزبان في أستراليا، وتوفي في 2 سبتمبر 2012 بغمبيا في أستراليا. حزبياً، نشط في الحزب الوطني الأسترالي في كوينزلاند ‏. وقد انتخب عضو المجلس التشريعي ولاية كوينزلاند.